# Níkos Katsavákis
Nikólaos "Níkos" Katsavákis (en grec moderne : Νικόλαος "Νίκος" Κατσαβάκης, né le  16 mai 1979 à Serrès en Grèce, est un footballeur international chypriote qui évoluait au poste de défenseur central.

## Carrière
- 1996-1997 :  PAE Veria
- 1997-2000 :  AO Kavala
- 2000-2002 :  Panserraikos FC
- 2002-2004 :  Digenis Morphou
- 2004-2010 :  Anorthosis Famagouste
- 2010- :  Apollon Limassol[1]

## Palmarès
- Championnat de Chypre :
  - Champion en 2008 (Anorthosis Famagouste).
  - Vice-champion en 2010 (Anorthosis Famagouste).
- Coupe de Chypre de football :
  - Vainqueur en 2007 (Anorthosis Famagouste).
  - Finaliste en 2008 (Anorthosis Famagouste).
- Supercoupe de Chypre :
  - Vainqueur en 2007 (Anorthosis Famagouste).
  - Finaliste en 2008 (Anorthosis Famagouste).
- 1 sélection